# ロリー・ファロン
ロリー・ファロン（Rory Michael Fallon、1982年3月20日 - ）は、ニュージーランドの元サッカー選手。元ニュージーランド代表。ポジションはフォワード。

## 経歴
2009年9月にニュージーランド代表デビュー。11月に行われた2010 FIFAワールドカップ・大陸間プレーオフ・2戦目では45分に先制点を決め、1-0で勝利、7大会ぶりのFIFAワールドカップ出場を決めた。2010 FIFAワールドカップでもグループリーグ全3試合に出場した。2016年までに試合に24出場、6得点をあげた。

## 代表歴

### 出場大会
- ニュージーランド代表
  - 2010 FIFAワールドカップ

### 試合数
- 国際Aマッチ 24試合 6得点（2009年-2016年）[1]

| ニュージーランド代表 | 国際Aマッチ | 国際Aマッチ |
| 年                   | 出場        | 得点        |
| -------------------- | ----------- | ----------- |
| 2009                 | 3           | 2           |
| 2010                 | 8           | 1           |
| 2011                 | 0           | 0           |
| 2012                 | 3           | 0           |
| 2013                 | 3           | 1           |
| 2014                 | 1           | 0           |
| 2015                 | 0           | 0           |
| 2016                 | 6           | 2           |
| 通算                 | 24          | 6           |